# Гаяна Дефенс Форс
Футбольний клуб футбольний відділ «Гаяна Дефенс Форс» або просто «Гаяна Дефенс Форс» (англ. Guyana Defence Force Football Department FC) — професіональний гаянський футбольний клуб з міста Джорджтаун. Клуб виступає в Еліт-Лізі, вищій футбольній лізі Гаяни. Клуб пов'язаний з силами оборони країни та військовими.

## Історія
Команда заснована 1965 року в столиці Джорджтауні, переважно складається з гравців, які перебувають на службі в збройних силах Гаяни. У сезоні 2016/17 років вперше виграв національний чемпіонат, а 2023 року повторив вище вказане досягнення. Переможець Головного кубку Гаяни (2010) та Регіонального чемпіонату (1990)
На міжнародному рівні брав участь у 2 континентальних турнірах, першим з яких був Клубний чемпіонат Карибського футбольного союзу 2010, де вибув у першому раунді від клубів «Альфа Юнайтед» з Гаяни та ВБК з Сурінаму. У 2015 році знову став срібним призером чемпіонату Гаяни, після «Альфа Юнайтед», завдяки чому взяв участь у Клубному чемпіонаті КФС, де також виступив невдало. 

## Досягнення
- Національна Суперліга Гаяни
  -  Чемпіон (3): 2016/17, 2023, 2024

- Головний кубок Гаяни
  -  Володар (1): 2009/10

- Кубок NaHilCo
  -  Володар (1): 2012

- Турнір Sweet 16
  -  Фіналіст (2): 2008, 2009

- Регіональний чемпіонат (Джорджтаун)
  -  Чемпіон (1): 1990

## Відомі гравці
- Шоун Бішоп
- Акель Кларк
- Кевін Лейн